# Agnes Loyd
Agnes Cagle, coniugata Loyd (27 settembre 1925 – 25 aprile 2019), è stata una cestista statunitense.

## Carriera
Attiva nella AAU, vinse la medaglia d'oro con gli Stati Uniti ai Campionati del mondo del 1953, segnando 24 punti in 5 partite.